# National Labor Party
Die National Labor Party war eine kurzlebige politische Partei in Australien. Sie war vom 14. November 1916 bis zum 17. Februar 1917 auf Bundesebene aktiv.
Premierminister Billy Hughes gründete die Partei für sich und seine Anhänger, nachdem er und weitere Abgeordnete im November 1916 nach monatelangen Debatten über die Wehrpflicht während des Ersten Weltkriegs aus der Australian Labor Party ausgeschlossen worden waren.

## Geschichte
Am 15. September 1916 wurde Billy Hughes von der Political Labor League wegen seiner Befürwortung der Wehrpflicht aus der Labor Party ausgeschlossen. Am 14. November desselben Jahres wurde er schließlich während einer Parteiversammlung, die er mit 24 anderen Parteimitgliedern wutentbrannt verließ, aus der Partei endgültig verbannt.
Fortan schlossen sich Hughes und seine Mitstreiter zu einer Minderheitsregierung zusammen als National Labor Party. Im Februar 1917 folgte der Zusammenschluss der National Labor Party mit der von Joseph Cook geführten Commonwealth Liberal Party zur Nationalist Party of Australia. Auch wenn die National Labor Party von mehreren Gewerkschaftern unterstützt wurde und die Regierung bildete, wurde sie in ihrem kurzen Bestehen vor dem Aufgehen in eine andere Partei nie offiziell als Partei registriert.

## Parteiführer
- Billy Hughes 14. November 1916 bis 17. Februar 1917